# Эркнер
Эркнер (нем. Erkner, луж. Arckenow) — город в Германии, в земле Бранденбург.
Входит в состав района Одер-Шпре.  Занимает площадь 16,60 км². Официальный код — 12 0 67 124.

## Население
| Год  | Население |
| ---- | --------- |
| 1990 | 12 158    |
| 1995 | 11 802    |
| 2000 | 12 128    |
| 2005 | 11 829    |
| 2010 | 11 580    |
| 2015 | 11 668    |
| 2020 | 11 935    |

## История
Впервые упоминается в 1579 году. В 1712 в городе открылась станция на почтовой линии Берлин-Франкфурт-на-Одере, в 1842 — железнодорожная станция. В 1909 впервые в мире было запущено промышленное производство пластмасс (бакелит). В 1910 появился католический приход Св. Бонифация. В 1928 году была построена станция на железнодорожной линии из Берлина во Франкфурт-на-Одере.
В 1938-45 в городе работал филиал шарикоподшипникового завода SKF. В ходе бомбардировки 8 марта 1944 года были разрушены 1007 из 1033 домов, погибли около 230 человек. Советские войска заняли город 21 апреля 1945.
Городской совет состоит из 22 членов, 11 из которых по результатам выборов 2008 года принадлежат к СДПГ, 7 — к партии Левые.

## Экономика
Основная отрасль экономики — химическая промышленность. Среди научных учреждений — международный Институт регионального развития и структурного планирования (IRS).

## Достопримечательности
В городе расположен музей Герхарта Гауптмана — музей лауреата Нобелевской премии по литературе Герхарта Гауптмана, который жил в нём в 1885-89 гг. Среди мемориалов города — памятник жертвам Первой мировой войны и открытый в 1994 году памятник жертвам фашизма, войны и тирании.
В Эркнере находятся три церкви: евангелическая Генезераткирхе (1896, неоготика), католическая церковь св. Бонифация (1932) и Новая Апостольская церковь (середина 1990-х годов).
Город-побратим — Голухов (Польша)

## Галерея
- Эркнер